# Naivitet
Naivitet er enten en betegnelse for uspolerethed, mangel på kløgt eller en indskrænket tankegang.

## Begrebet
Naiv betyder simpel eller usofistikeret og kommer fra det latinske ord nativus, der betyder uspoleret eller født.
Begrebet forbindes gerne med børn.

## Kunst
Det naive bruges i to beslægtede betydninger i kunsten:
Naivisme er for det første en samlende betegnelse for flere retninger i 1900-tallets malerkunst, der tilstræber en vis barnlighed ved at efterligne børnetegninger og ved at se stort på perspektiv og anvende mange detaljer i billederne. Naivismen fortsætter traditioner i folkekunsten, og der er ingen akademiske traditioner. Til naivismen hører også nogle amatører eller søndagsmalere. Naivismen som kunstretning er en bevidst udtryksform, der blev skabt af Henri Rousseau. Stilen har været dyrket i Østeuropa, i Frankrig, Louis Vivin og i Sverige, Eric Hallström. I den danske naivisme er Hans Scherfigsdyremotiver fremtrædende indenfor genren. Naivistiske tendenser kan også spores hos kunstnere som Pablo Picasso og Henry Heerup.
Naiv kunst bruges for det andet som betegnelse for kunst, der ikke er skolet og baseret på bestemte metoder.

## Filosofi
I filosofi er naiv realisme en betegnelse for den opfattelse, at verden opfattes, som den er.
Friedrich Schiller skelner mellem barnagtig naivitet, der er udtryk for uformåen, og barnlig naivitet, der er udtryk for et godt hjerte.

## Kultur og samfund
De naive fremstår som en kulturel type i to hovedformer: På den ene side er der 'den satiriske naive’, såsom Candide. På den anden side er der den ‘kunstneriske naive’, der bruger det naive som et kulturelt image.
I løbet af 1960'erne vendte de naive sig mod hippiekulturen, der prædikede kærlighed og intuition i stedet for fornuft.

## Videnskab
I videnskab er naivitet forbundet med ukendte faktorer.
I matematik er en naiv Bayes klassifikator en klassifikatorbaseret på Bayes' teorem, der anvender den naive antagelse, at alle parametre er uafhængige. I modsætning til Bayes' teorem beregner man som regel ikke normalisatoren ved klassificering, da denne vil være konstant for alle de forskellige klasser, og vil derfor bare kræve ekstra beregningstid, uden det har betydning for resultatet.